# Carburant
Un carburant est un combustible qui, mélangé à un comburant, permet de mettre en combustion rapide un mélange gazeux dans un moteur (moteur à combustion interne, moteur-fusée, etc.) en transformant l'énergie chimique du carburant en énergie mécanique ou en poussée.
La principale caractéristique des carburants est d'avoir une grande densité énergétique, c'est-à-dire qu’ils contiennent beaucoup d'énergie pour une masse ou un volume réduits, ce qui accorde au système motorisé une grande autonomie. Plusieurs produits pétroliers sont utilisés comme carburant dans de nombreux moteurs.

## Typologie
Un carburant contient souvent un mélange d'hydrocarbures. Dans le cas de l'hydrogène par exemple, on parle de combustible. Le carburant est souvent un liquide et parfois un gaz. Il est stocké dans le réservoir des véhicules. La contenance approximative en carburant liquide d'un réservoir de véhicule automobile varie de trente litres (voitures peu puissantes) à cent litres (voitures très puissantes), et beaucoup plus pour les bus, camions...
Pour limiter l'émission de gaz à effet de serre à base carbone, certains constructeurs de moteurs lancent des essais d'utilisation d'ammoniac comme carburant. L'utilisation de l'ammoniac comme carburant dans les turbines à gaz industrielles est en cours de développement depuis 2021 chez certains constructeurs.
Les carburants peuvent être classés de différentes manières. On peut par exemple distinguer les carburants fossiles, des biocarburants, des ergols.
Carburants fossilesIls proviennent de la transformation des matières organiques mortes mélangées à divers minéraux à de grandes profondeurs. Cette transformation nécessite plus d'un million d'années et se déroule à des températures et pressions très élevées. Les carburants fossiles sont en quantité limitée sur terre. La diminution future de la production de carburants est traitée dans l'article sur le pic de production. Les carburants issus du pétrole sont aussi appelés hydrocarbures.
Biocarburants (agrocarburants)Ils proviennent de plantes ou animaux (non fossilisés). Parmi les produits développés commercialement, citons le bioéthanol et le biogazole. Le préfixe « bio » a rapport avec l’agriculture mais pas avec l'écologie.
Ergols liquidesLes ergols liquides voire solides sont utilisés dans les moteurs de fusées anaérobies, rare type de moteur capable de fonctionner en dehors de l'atmosphère.

### Signalétiques européennes

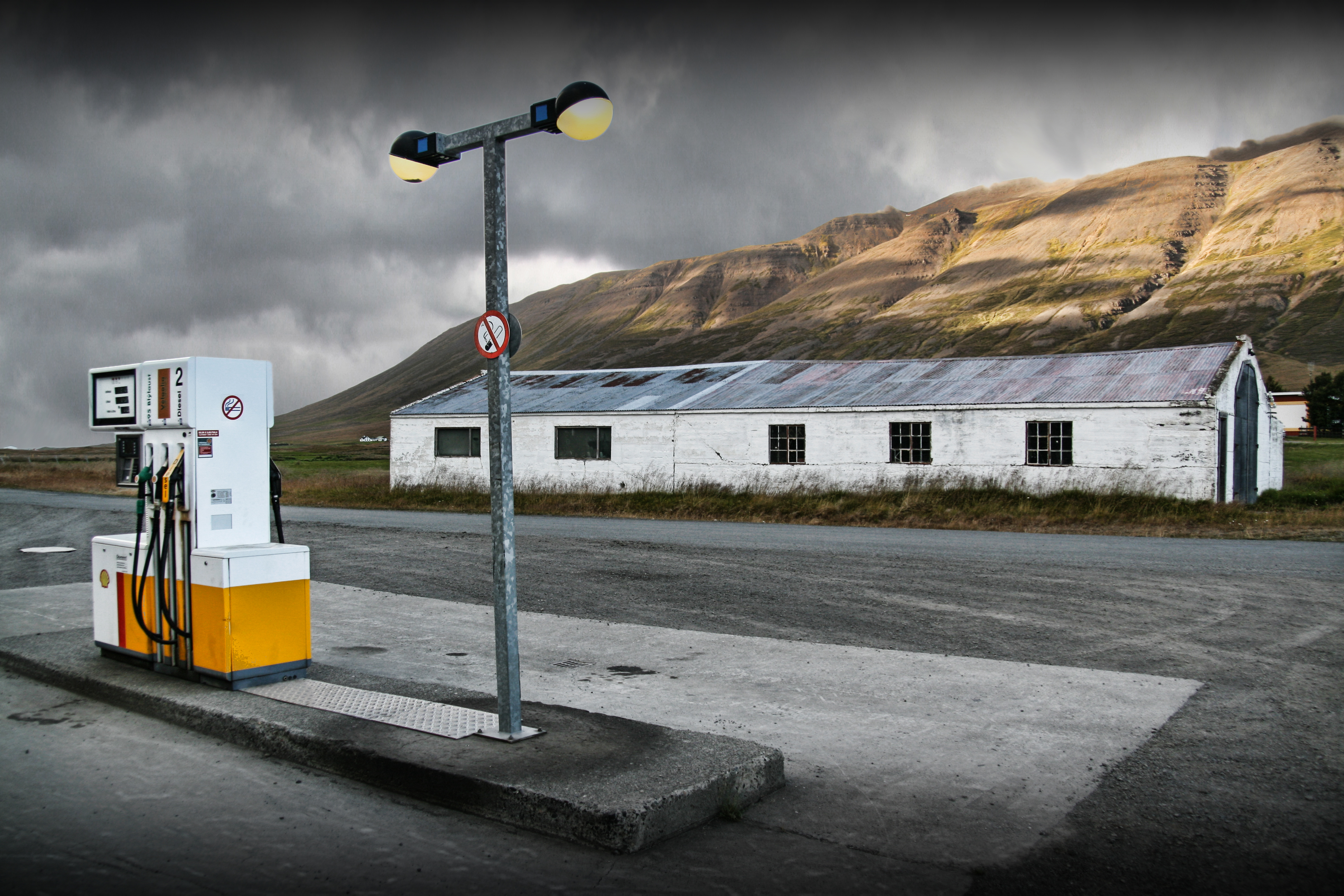
Station-service en Islande, avec trois carburants, dont un SP95 et un diesel.

En Europe, une signalétique uniformisée a été mise en place à compter du 12 octobre 2018 dans les États membres de l'Union européenne ainsi qu'en Islande, au Liechtenstein, en Macédoine, en Norvège, en Serbie, en Suisse et en Turquie. Dans le cas de la France, cette nouvelle signalétique cohabite avec la signalétique existante.
Pour l'essence et le gazole, le nombre fait référence à la teneur en biocarburant.

Pour l'essence, l'étiquette est ronde, :
|  | E5 : essence sans plomb à 5 % d'éthanol (SP, que l'indice d'octane soit 95, 98, 100 ou 102). En France : SP95 et SP98. |
|  | E10 : SP95-E10 à 10 % d'éthanol.                                                                                       |
|  | E85 : superéthanol à 85 % d'éthanol.                                                                                   |

Nota : dans ces étiquettes la lettre « E » signifie « éthanol » (et non « essence »).

Pour le gazole l'étiquette est carrée,, :
|  | B7 : 7 % de biocarburants, le gazole actuellement commercialisé. |
|  | B10 : variante de gazole à 10 % de biocarburants, autorisé dans certains pays, dont la France depuis 2018. |
|  | XTL (« X to liquid ») : gazole synthétique (par exemple : « GTL » pour gas to liquid « BTL » pour biomass to liquid, « PTL » pour plastic to liquid, et « HVO » ou « HVO 100 » pour hydrogenated vegetable oil). |

Nota : dans ces étiquettes (sauf pour « XTL ») la lettre « B » signifie bio-diesel.

Les carburants gazeux sont repérés par une étiquette en losange, :
|  | H2 : (selon le symbole H2) de l' hydrogène (plus précisément dénommé alors « gaz hydrogène »). |
|  | LPG : (pour liquefied petroleum gas) gaz de pétrole liquéfié, GPL                              |
|  | CNG : (pour compressed natural gas) gaz naturel comprimé, GNC                                  |
|  | LNG : (pour liquefied natural gas) gaz naturel liquéfié, GNL                                   |

Nota : dans ces étiquettes (sauf pour « H2 ») la lettre « G » finale signifie « gaz ».

## Un élément stratégique
Les carburants, encore le plus souvent dérivés du pétrole, deviennent stratégiques dans l'économie de nombreux secteurs industriels, agricoles, forestiers, halieutiques, tourisme, aviation, marine marchande. L'augmentation des prix du pétrole et la perspective d'un épuisement de la ressource ont incité les gros utilisateurs de carburants à demander à leurs états des aides financières ou une défiscalisation. L'OCDE alerte sur le fait qu'outre le fait que ces mesures coûtent cher (par exemple, les subventions aux carburants des agriculteurs existent dans la plupart des pays de l’OCDE), et les allègements fiscaux en faveur de l’agriculture représentent à eux-seuls une perte pour l’État d’environ 950 millions d'euros en France et 2,3 milliards de dollars aux États-Unis), elles sont un obstacle à l’efficacité énergétique et aux alternatives propres, sûres et renouvelables. L'OCDE note aussi que les aides à l’agriculture étant souvent liées à la production, elles encouragent encore la consommation de carburant fossile, notamment via l'usage d’intrants tels que les pesticides et les engrais.

## Carburants et moteurs
Les moteurs à combustion interne ne peuvent pas accepter tout type de carburant.
Les moteurs à allumage commandé, communément appelés « moteurs à essence », peuvent fonctionner aussi bien avec de l'essence que du GPL, du GNV et d'autres gaz, et parfois avec un mélange de bioéthanol et d'essence voire d'éthanol pur ; certaines adaptations des moteurs sont nécessaires en fonction du carburant.
Dans les moteurs à essence anciens, la formation du mélange avec l'air était assurée par un carburateur avant son admission dans les cylindres par les soupapes ; dans les moteurs modernes, le système du carburateur est remplacé par un système d'injection indirecte ou directe. Plus généralement, l'alimentation en carburant d'un moteur à combustion interne (moteur à piston ou bien moteur à réaction d'avion ou de fusée) est assurée à l'aide d'injecteurs.
Un moteur Diesel peut fonctionner avec du gazole classique, aussi appelé « pétrodiesel », ou avec un mélange de biogazole et de gazole, voire de biogazole (huiles minérales ou végétales) pur ou même d'huiles lourdes pour les moteurs d'engins et de bateaux. Sur un méthanier, le moteur  peut aussi fonctionner avec du GPL revenu en phase gazeuse. Ici aussi, des adaptations du moteur ou de ses réglages peuvent s'avérer nécessaires pour changer de carburant.

## Carburants courants
| carburant            | PCI (MJ/kg) |
| -------------------- | ----------- |
| Essence (automobile) | 45 - 48.3   |
| Essence (aviation)   | 44,0        |
| GPL                  | 46,1        |
| Fioul ou gazole      | 42,5        |
| Kérosène             | 43,3        |
| GNV                  | 48,0        |
| Dihydrogène          | 120,0       |
| Isooctane            | 44,4        |
| Isoheptane           | 44,6        |

## Tableau des densités d'énergie
| Carburant                                | Densité énergétique spécifique (MJ/kg)   | Densité énergétique volumétrique (MJ/L)  | CO2 produit par combustion (kg/kg)                                    |
| Carburants liquides d'origine biologique | Carburants liquides d'origine biologique | Carburants liquides d'origine biologique | Carburants liquides d'origine biologique                              |
| ---------------------------------------- | ---------------------------------------- | ---------------------------------------- | --------------------------------------------------------------------- |
| Huile de pyrolyse                        | 17,5                                     | 21,35                                    | (En estimant que le contenu en carbone est 23 % wt + O2 masse) : 0,84 |
| Méthanol (CH3-OH)                        | 19,9 – 22,7                              | 15,9                                     | 1,37                                                                  |
| Éthanol (CH3-CH2-OH)                     | 23,4 – 26,8                              | 23,4                                     | 1,91                                                                  |
| Butanol (CH3-(CH2)3-OH)                  | 36,0                                     | 29,2                                     | 2,37                                                                  |
| Graisse                                  | 37,67                                    | 31,68                                    | [Composition moyenne à insérer ici]                                   |
| Biogazole                                | 37,8                                     | 33,3 – 35,7                              | ~2,85                                                                 |
| Huile de tournesol (C18H32O2)            | 39,49                                    | 33,18                                    | (12 % (C16H32O2) + 16 % (C18H34O2) + 71 % AL + 1 % ALA) : 2,81        |
| Huile de ricin (C18H34O3)                | 39,5                                     | 33,21                                    | (1 % PA + 1 % SA + 89,5 % ROA + 3 % OA + 4,2 % AL + 0,3 % ALA) : 2,67 |
| Huile d'olive (C18H34O2)                 | 39,25 - 39,82                            | 33 - 33H                                 | (15 % (C16H32O2) + 75 % (C18H34O2) + 9 % LA + 1 % ALA) : 2,80         |
| Carburants gazeux                        |                                          |                                          |                                                                       |
| Méthane (CH4)                            | 55 – 55,7                                | (liquéfié) 23,0 – 23,3                   | (Le méthane est un gaz à effet de serre.) 2,74                        |
| Dihydrogène (H2)                         | 120 – 142                                | (liquéfié) 8,5 – 10,1                    | (Production et liquéfaction de l'hydrogène) 0,0                       |
| Carburants d'origine fossile             |                                          |                                          |                                                                       |
| Charbon                                  | 29,3 – 33,5                              | 39,85 - 74,43                            | (En ne comptant pas : CO, NOx, sulfates et particules) : ~3,59        |
| Pétrole                                  | 41,868                                   | 28 – 31,4                                | (En ne comptant pas : CO, NOx, sulfates et particules) : ~3,4         |
| Essence                                  | 45 – 48,3                                | 32 – 34,8                                | (En ne comptant pas : CO, NOx, sulfates et particules) : ~3,30        |
| Gazole (Diesel)                          | 48,1                                     | 40,3                                     | (En ne comptant pas : CO, NOx, sulfates et particules) : ~3,4         |
| Gaz naturel                              | 38 – 50                                  | (liquéfié) 25,5 – 28,7                   | (Éthane, propane et butane N/C : CO, NOx et sulfates) : ~3,00         |
| Éthane (CH3-CH3)                         | 51,9                                     | (liquéfié) ~24,0                         | 2,93                                                                  |

## Pouvoir calorifique inférieur (PCI) de composés organiques purs (à25°C)
| Combustible                                                             | MJ/kg                                                                   | kJ/L                                                                    | BTU/lb                                                                  | kJ/mol                                                                  |
| Paraffines (terme désuet en chimie - Alcanes est le nom d'usage actuel) | Paraffines (terme désuet en chimie - Alcanes est le nom d'usage actuel) | Paraffines (terme désuet en chimie - Alcanes est le nom d'usage actuel) | Paraffines (terme désuet en chimie - Alcanes est le nom d'usage actuel) | Paraffines (terme désuet en chimie - Alcanes est le nom d'usage actuel) |
| ----------------------------------------------------------------------- | ----------------------------------------------------------------------- | ----------------------------------------------------------------------- | ----------------------------------------------------------------------- | ----------------------------------------------------------------------- |
| méthane                                                                 | 50,03                                                                   | 35,862                                                                  | 21 499,86                                                               | 803,3                                                                   |
| éthane                                                                  | 47,794                                                                  | ---                                                                     | ---                                                                     | 1 437,11                                                                |
| propane                                                                 | 46,357                                                                  | ---                                                                     | ---                                                                     | 2 044,13                                                                |
| butane                                                                  | 45,752                                                                  | ---                                                                     | ---                                                                     | 2 653,6                                                                 |
| n-pentane                                                               | 45,357                                                                  | 28,17                                                                   | ---                                                                     | 3 272,45                                                                |
| n-hexane                                                                | 44,752                                                                  | 29,51                                                                   | ---                                                                     | 3 856,52                                                                |
| n-heptane                                                               | 44,566                                                                  | 30,47                                                                   | ---                                                                     | 4 465,59                                                                |
| n-octane                                                                | 44,427                                                                  | 31,10                                                                   | ---                                                                     | 5 064,7                                                                 |
| n-nonane                                                                | 44,311                                                                  | 31,24                                                                   | ---                                                                     | 5 683,11                                                                |
| n-décane                                                                | 44,240                                                                  | 31,45                                                                   | ---                                                                     | 6 294,54                                                                |
| n-undécane                                                              | 44,194                                                                  | 32,54                                                                   | ---                                                                     | 6 907,88                                                                |
| n-dodécane                                                              | 44,147                                                                  | 32,91                                                                   | ---                                                                     | 7 519,77                                                                |
| Isoparaffines                                                           |                                                                         |                                                                         |                                                                         |                                                                         |
| isobutane                                                               | 45,613                                                                  | ---                                                                     | ---                                                                     | 2 651,12                                                                |
| isopentane                                                              | 45,241                                                                  | 28,01                                                                   | ---                                                                     | 3 264,08                                                                |
| 2-méthylpentane                                                         | 44,682                                                                  | 29,04                                                                   | ---                                                                     | 3 850,50                                                                |
| 2,3-diméthylbutane                                                      | 44,659                                                                  | 29,30                                                                   | ---                                                                     | 3 848,50                                                                |
| 2,3-diméthylpentane                                                     | 44,496                                                                  | 30,75                                                                   | ---                                                                     | 4 458,58                                                                |
| 2,2,4-triméthylpentane                                                  | 44,310                                                                  | 30,57                                                                   | ---                                                                     | 5 061,46                                                                |
| Naphtènes                                                               |                                                                         |                                                                         |                                                                         |                                                                         |
| cyclopentane                                                            | 44,636                                                                  | 32,94                                                                   | ---                                                                     | 3 130,45                                                                |
| méthylcyclopentane                                                      | 44,636                                                                  | ---                                                                     | ---                                                                     | 3 756,54                                                                |
| cyclohexane                                                             | 43,450                                                                  | 33,83                                                                   | ---                                                                     | 3 656,73                                                                |
| méthylcyclohexane                                                       | 43,380                                                                  | ---                                                                     | ---                                                                     | 3 756,54                                                                |
| Oléfines                                                                |                                                                         |                                                                         |                                                                         |                                                                         |
| éthylène                                                                | 47,195                                                                  | ---                                                                     | ---                                                                     | 1 323,97                                                                |
| propylène                                                               | 45,799                                                                  | ---                                                                     | ---                                                                     | 1 927,20                                                                |
| but-1-ène                                                               | 45,334                                                                  | ---                                                                     | ---                                                                     | 2 543,52                                                                |
| (Z)-but-2-ène                                                           | 45,194                                                                  | ---                                                                     | ---                                                                     | ---                                                                     |
| (E)-but-2-ène                                                           | 45,124                                                                  | ---                                                                     | ---                                                                     | ---                                                                     |
| isobutène                                                               | 45,055                                                                  | ---                                                                     | ---                                                                     | 2 527,86                                                                |
| pent-1-ène                                                              | 45,031                                                                  | ---                                                                     | ---                                                                     | 3 158,15                                                                |
| 2-méthylpent-1-ène                                                      | 44,799                                                                  | ---                                                                     | ---                                                                     | ---                                                                     |
| hex-1-ène                                                               | 44,426                                                                  | ---                                                                     | ---                                                                     | 3 738,86                                                                |
| Dioléfines                                                              |                                                                         |                                                                         |                                                                         |                                                                         |
| buta-1,3-diène                                                          | 44,613                                                                  | ---                                                                     | ---                                                                     | 3 218,77                                                                |
| isoprène                                                                | 44,078                                                                  | ---                                                                     | ---                                                                     | 3 002,46                                                                |
| Dérivés nitrés                                                          |                                                                         |                                                                         |                                                                         |                                                                         |
| nitrométhane                                                            | 10,513                                                                  | ---                                                                     | ---                                                                     | 641,71                                                                  |
| nitropropane                                                            | 20,693                                                                  | ---                                                                     | ---                                                                     | 1 842,66                                                                |
| Acétyléniques                                                           |                                                                         |                                                                         |                                                                         |                                                                         |
| acétylène                                                               | 48,241                                                                  | ---                                                                     | ---                                                                     | 2 801,79                                                                |
| méthylacétylène (propyne)                                               | 46,194                                                                  | ---                                                                     | ---                                                                     | 1 850,71                                                                |
| but-1-yne                                                               | 45,590                                                                  | ---                                                                     | ---                                                                     | 3 836,83                                                                |
| pent-1-yne                                                              | 45,217                                                                  | ---                                                                     | ---                                                                     | ---                                                                     |
| Aromatiques                                                             |                                                                         |                                                                         |                                                                         |                                                                         |
| benzène                                                                 | 40,170                                                                  | 35,08                                                                   | ---                                                                     | 3 137,75                                                                |
| toluène                                                                 | 40,589                                                                  | 34,98                                                                   | ---                                                                     | 3 739,80                                                                |
| o-xylène                                                                | 40,961                                                                  | 36,04                                                                   | ---                                                                     | ---                                                                     |
| m-xylène                                                                | 40,961                                                                  | 35,22                                                                   | ---                                                                     | ---                                                                     |
| p-xylène                                                                | 40,798                                                                  | 35,08                                                                   | ---                                                                     | ---                                                                     |
| éthylbenzène                                                            | 40,938                                                                  | 35,48                                                                   | ---                                                                     | 4 346,18                                                                |
| 1,2,4-triméthylbenzène                                                  | 40,984                                                                  | ---                                                                     | ---                                                                     | ---                                                                     |
| propylbenzène                                                           | 41,193                                                                  | ---                                                                     | ---                                                                     | ---                                                                     |
| cumène                                                                  | 41,217                                                                  | ---                                                                     | ---                                                                     | 4 953,93                                                                |
| Alcools                                                                 |                                                                         |                                                                         |                                                                         |                                                                         |
| méthanol                                                                | 19,937                                                                  | 15,77                                                                   | ---                                                                     | 638,81                                                                  |
| éthanol                                                                 | 28,865                                                                  | 22,77                                                                   | ---                                                                     | 1 329,76                                                                |
| n-propanol                                                              | 30,680                                                                  | 24,54                                                                   | ---                                                                     | 1 843,71                                                                |
| isopropanol                                                             | 30,447                                                                  | 23,90                                                                   | ---                                                                     | 1 829,71                                                                |
| n-butanol                                                               | 33,075                                                                  | ---                                                                     | ---                                                                     | 2 451,57                                                                |
| isobutanol                                                              | 32,959                                                                  | ---                                                                     | ---                                                                     | 2 442,97                                                                |
| tertiobutanol                                                           | 32,587                                                                  | ---                                                                     | ---                                                                     | 2 415,40                                                                |
| n-pentanol                                                              | 34,727                                                                  | ---                                                                     | ---                                                                     | ---                                                                     |
| Éthers                                                                  |                                                                         |                                                                         |                                                                         |                                                                         |
| méthoxyméthane                                                          | 28,703                                                                  | ---                                                                     | ---                                                                     | 1 322,30                                                                |
| éthoxyéthane                                                            | 33,867                                                                  | ---                                                                     | ---                                                                     | 2 510,27                                                                |
| propoxypropane                                                          | 36,355                                                                  | ---                                                                     | ---                                                                     | 3 714,56                                                                |
| butoxybutane                                                            | 37,798                                                                  | ---                                                                     | ---                                                                     | 1 741,29                                                                |
| Aldéhydes et cétones                                                    |                                                                         |                                                                         |                                                                         |                                                                         |
| méthanal                                                                | 17,259                                                                  | ---                                                                     | ---                                                                     | 518,21                                                                  |
| éthanal                                                                 | 24,156                                                                  | ---                                                                     | ---                                                                     | 1 064,13                                                                |
| propanal                                                                | 28,889                                                                  | ---                                                                     | ---                                                                     | 1 677,84                                                                |
| butanal                                                                 | 31,610                                                                  | ---                                                                     | ---                                                                     | 1 330,13                                                                |
| acétone                                                                 | 28,548                                                                  | ---                                                                     | ---                                                                     | 2 460,13                                                                |
| Autres espèces                                                          |                                                                         |                                                                         |                                                                         |                                                                         |
| carbone (graphite)                                                      | 32,808                                                                  | ---                                                                     | ---                                                                     | 394,04                                                                  |
| dihydrogène                                                             | 120,971                                                                 | ---                                                                     | ---                                                                     | 241,942                                                                 |
| oxyde de carbone                                                        | 10,112                                                                  | ---                                                                     | ---                                                                     | 283,23                                                                  |
| ammoniac                                                                | 18,646                                                                  | ---                                                                     | ---                                                                     | 317,55                                                                  |
| soufre                                                                  | 9,163                                                                   | ---                                                                     | ---                                                                     | 587,34                                                                  |

## Biocarburants
- Huile végétale carburant ou HVC
- Biogazole ou diester
- Bioéthanol

## Distributeurs pétroliers
- Antar
- Avia
- BP
- Dyneff
- Elf
- Eni
- Esso
- Fina
- Irving
- Shell
- Total